# دوز قشلاق (آغ‌استفا)
دوز قشلاق (به لاتین: Düzqışlaq) یک منطقه مسکونی در جمهوری آذربایجان است که در شهرستان آغ‌استفا واقع شده است. دوز قشلاق ۱۰۷۵ نفر جمعیت دارد.